# Ahmose-Meritamun
Ahmose-Meritamun var en drottning, då kallad Stor kunglig hustru, under Egyptens artonde dynasti. 
Hon var dotter till farao Ahmose I och Ahmose-Nefertari och gift med sin bror farao Amenhotep I. Hon avled ung och troligen barnlös. Hennes mor återupptog rollen som drottning efter hennes död. 